# Rupt-devant-Saint-Mihiel
Rupt-devant-Saint-Mihiel est une commune française située dans le département de la Meuse, en région Grand Est.

## Géographie

### Hydrographie
La commune est traversée par la ligne de partage des eaux entre les bassins versants de la Meuse et de la Seine au sein respectivement du bassin Rhin-Meuse et du bassin Seine-Normandie. Elle est drainée par le ruisseau de Rehau et le ruisseau de Martincourt,.
Le ruisseau de Rehau, d'une longueur de 11 km, prend sa source dans la commune  et se jette  dans la Meuse à Les Paroches, après avoir traversé quatre communes. 

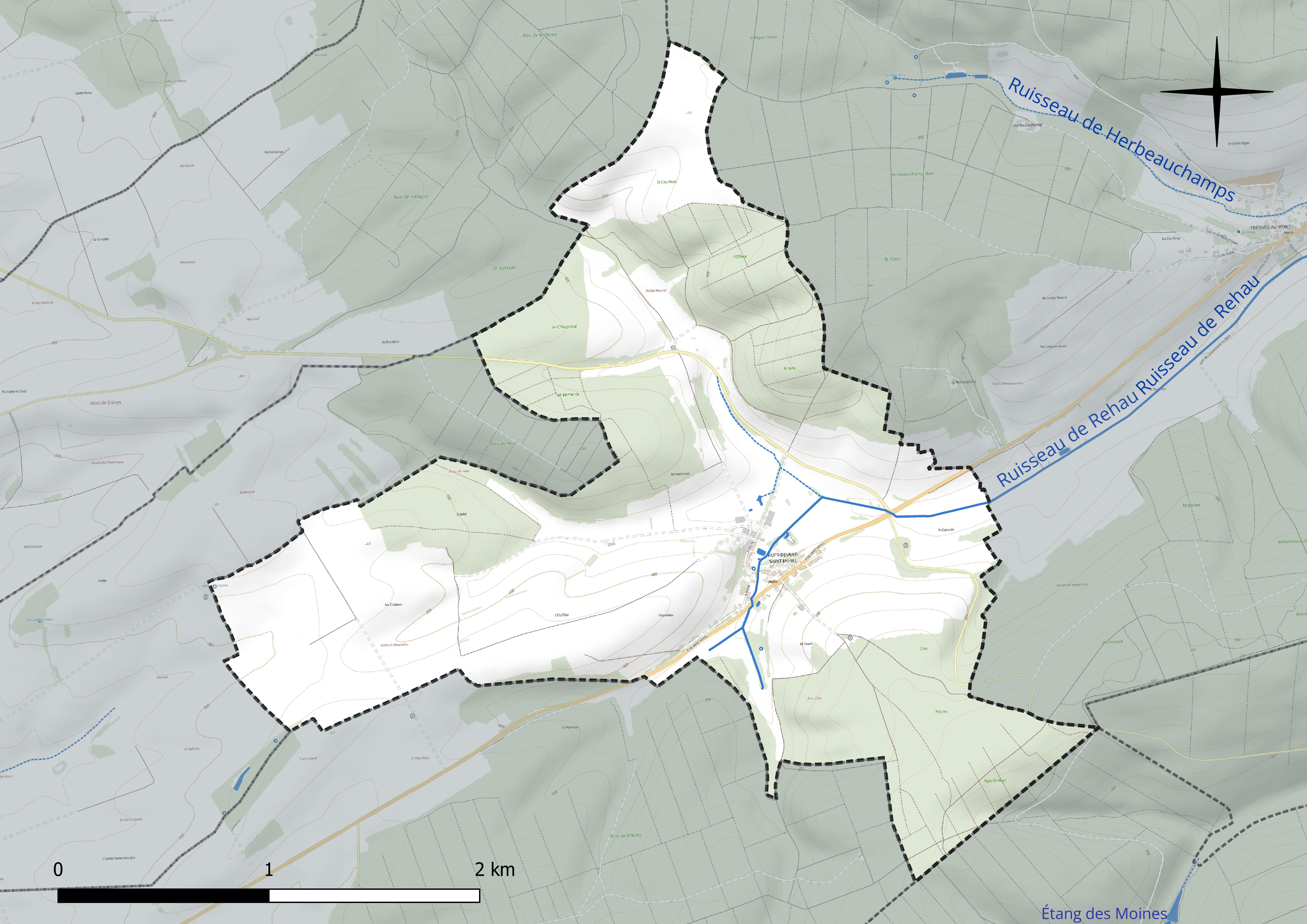
Réseau hydrographique de Rupt-devant-Saint-Mihiel.

### Climat
Pour des articles plus généraux, voir Climat du Grand Est et Climat de la Meuse.
En 2010, le climat de la commune est de type climat de montagne, selon une étude du Centre national de la recherche scientifique s'appuyant sur une série de données couvrant la période 1971-2000. En 2020, Météo-France publie une typologie des climats de la France métropolitaine dans laquelle la commune est exposée à un climat océanique altéré et est dans la région climatique  Lorraine, plateau de Langres, Morvan, caractérisée par un hiver rude (1,5 °C), des vents modérés et des brouillards fréquents en automne et hiver. 
Pour la période 1971-2000, la température annuelle moyenne est de 9,7 °C, avec une amplitude thermique annuelle de 16,1 °C. Le cumul annuel moyen de précipitations est de 1 037 mm, avec 14,4 jours de précipitations en janvier et 9,7 jours en juillet. Pour la période 1991-2020, la température moyenne annuelle observée sur la station météorologique de Météo-France la plus proche, « Chaumont_sapc », sur la commune de Chaumont-sur-Aire à 12 km à vol d'oiseau, est de 10,8 °C et le cumul annuel moyen de précipitations est de 850,0 mm. 
La température maximale relevée sur cette station est de 41,1 °C, atteinte le 25 juillet 2019 ; la température minimale est de −15,5 °C, atteinte le 20 décembre 2009,,. 
Les paramètres climatiques de la commune ont été estimés pour le milieu du siècle (2041-2070) selon différents scénarios d'émission de gaz à effet de serre à partir des nouvelles projections climatiques de référence DRIAS-2020. Ils sont consultables sur un site dédié publié par Météo-France en novembre 2022.

## Urbanisme

### Typologie
Au 1er janvier 2024, Rupt-devant-Saint-Mihiel est catégorisée commune rurale à habitat très dispersé, selon la nouvelle grille communale de densité à sept niveaux définie par l'Insee en 2022.
Elle est située hors unité urbaine. Par ailleurs la commune fait partie de l'aire d'attraction de Bar-le-Duc, dont elle est une commune de la couronne,. Cette aire, qui regroupe 86 communes, est catégorisée dans les aires de 50 000 à moins de 200 000 habitants,.

### Occupation des sols
L'occupation des sols de la commune, telle qu'elle ressort de la base de données européenne d’occupation biophysique des sols Corine Land Cover (CLC), est marquée par l'importance des territoires agricoles (58,5 % en 2018), une proportion identique à celle de 1990 (58,5 %). La répartition détaillée en 2018 est la suivante : 
forêts (41,5 %), terres arables (35,9 %), prairies (22,7 %). L'évolution de l’occupation des sols de la commune et de ses infrastructures peut être observée sur les différentes représentations cartographiques du territoire : la carte de Cassini (XVIIIe siècle), la carte d'état-major (1820-1866) et les cartes ou photos aériennes de l'IGN pour la période actuelle (1950 à aujourd'hui).

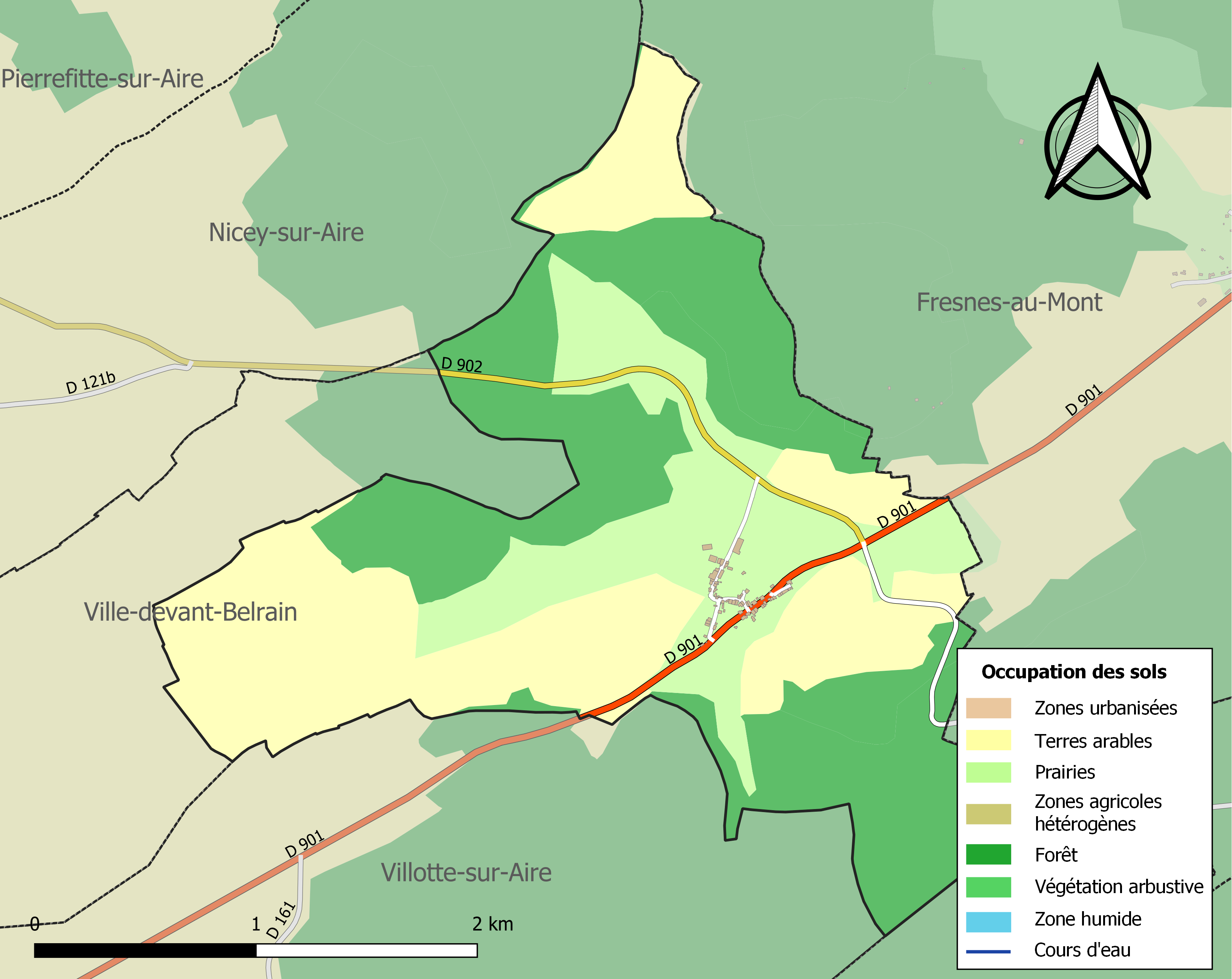
Carte des infrastructures et de l'occupation des sols de la commune en 2018 (CLC).

## Toponymie
Le nom de la localité est attesté sous les formes Ruht (1213) ; Runillum-prope-Sampigneyo, Rinellum-ante-Sampigneyum (1402) ; Ruz (1468) ; Ruth (1549) ; Rux-lez-Sainct-Mihiel (1579) ; Ruz-devant-Saint-Mihel (1700) ; Rus-devant-Saint-Mihiel, Rivus (1711).

L’appellatif toponymique et hydronymique Rupt ou –rupt  désigne à l'origine un cours d'eau, un ru ou un ruisseau.
 
À la source du Réhaut, affluent gauche de la Meuse en amont de Saint-Mihiel.

Rupt adopta la préposition dans en 1700, assez fréquente, permet de situer le village par rapport à Saint-Mihiel.

La Woëvre est une région naturelle du nord-est de la France, située dans la région Lorraine, essentiellement dans le département de la Meuse et pour une plus faible partie en Meurthe-et-Moselle voire dans le département des Vosges.

## Politique et administration
| Période                                  | Période   | Identité      | Étiquette | Qualité     |
| ---------------------------------------- | --------- | ------------- | --------- | ----------- |
| Les données manquantes sont à compléter. |           |               |           |             |
| avant 1988                               | ?         | Louis Charuel |           |             |
| mars 2001                                | mars 2014 | Joseph Kaag   |           |             |
| mars 2014                                | mai 2020  | André Dumont  |           |             |
| mai 2020                                 | En cours  | Joseph Kaag   |           | Agriculteur |

## Population et société

### Démographie
L'évolution du nombre d'habitants est connue à travers les recensements de la population effectués dans la commune depuis 1793. Pour les communes de moins de 10 000 habitants, une enquête de recensement portant sur toute la population est réalisée tous les cinq ans, les populations de référence des années intermédiaires étant quant à elles estimées par interpolation ou extrapolation. Pour la commune, le premier recensement exhaustif entrant dans le cadre du nouveau dispositif a été réalisé en 2005.

En 2022, la commune comptait 40 habitants, en évolution de −28,57 % par rapport à 2016 (Meuse : −4,4 %, France hors Mayotte : +2,11 %).
| 1793 | 1800 | 1806 | 1821 | 1831 | 1836 | 1841 | 1846 | 1851 |
| ---- | ---- | ---- | ---- | ---- | ---- | ---- | ---- | ---- |
| 214  | 202  | 236  | 253  | 276  | 298  | 320  | 310  | 322  |

| 1856 | 1861 | 1866 | 1872 | 1876 | 1881 | 1886 | 1891 | 1896 |
| ---- | ---- | ---- | ---- | ---- | ---- | ---- | ---- | ---- |
| 302  | 301  | 302  | 246  | 249  | 238  | 218  | 199  | 196  |

| 1901 | 1906 | 1911 | 1921 | 1926 | 1931 | 1936 | 1946 | 1954 |
| ---- | ---- | ---- | ---- | ---- | ---- | ---- | ---- | ---- |
| 165  | 153  | 131  | 124  | 140  | 98   | 88   | 91   | 98   |

| 1962 | 1968 | 1990 | 1999 | 2005 | 2006 | 2010 | 2015 | 2020 |
| ---- | ---- | ---- | ---- | ---- | ---- | ---- | ---- | ---- |
| 86   | 63   | 61   | 53   | 50   | 50   | 52   | 55   | 44   |

| 2022 | - | - | - | - | - | - | - | - |
| ---- | - | - | - | - | - | - | - | - |
| 40   | - | - | - | - | - | - | - | - |

## Économie
Une ferme équestre propose des cours d'équitation pour débutants ou confirmés, des balades et randonnées à cheval ou poney, des stages équestres pour enfants.

## Culture locale et patrimoine

### Lieux et monuments
La rue principale du village offre à voir un puits assez surprenant et de conception peu habituelle puisqu'il est enchâssé dans la façade même de la maison. Au-dessus de la margelle formée d'une seule pierre, le mur est soutenu par une pièce de chêne taillée pour permettre le passage du seau de puisage. Cette pièce de bois est surmontée d'un trou permettant la communication entre l'extérieur et l'intérieur du bâtiment.
L'église de Rupt-devant-Saint-Mihiel contient un autel rare datant du XIIIe siècle dissimulé sous un autre du XVIIIe siècle qui a été découvert après l'effondrement de 6 m² du plafond.

### Héraldique, logotype et devise
|  | Les armoiries de Rupt-devant-Saint-Mihiel se blasonnent ainsi : D'or au pinson des arbres chantant au naturel, soutenu par une trangle ondée abaissée d'azur ; au chef d'azur au lambel d'argent. Création Robert André Louis. Adopté le 25 novembre 2015. |